# Szécsénke
Szécsénke is een plaats (község) en gemeente in het Hongaarse comitaat Nógrád. Szécsénke telt 271 inwoners (2001).